# Don Powell
Donald George Powell (ur. 10 września 1946 w Bilston w Wielkiej Brytanii) – angielski muzyk rockowy. Perkusista glamrockowego zespołu Slade. 